# Romain Coolus

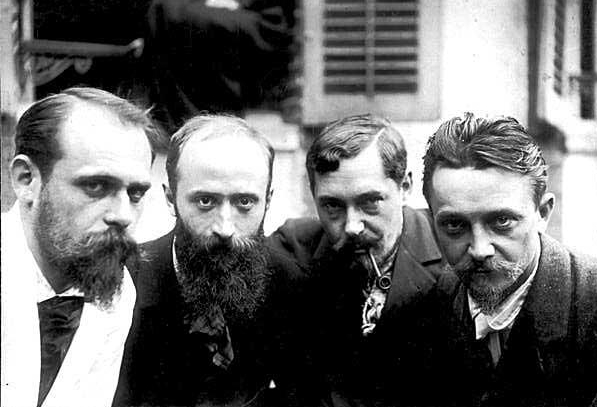
Ker-Xavier Roussel, Édouard Vuillard, Romain Coolus e Félix Vallotton nel 1899

Romain Coolus, pseudonimo di René Max Weill (Rennes, 25 maggio 1868 – Parigi, 9 settembre 1952) è stato uno scrittore e commediografo francese.

## Biografia

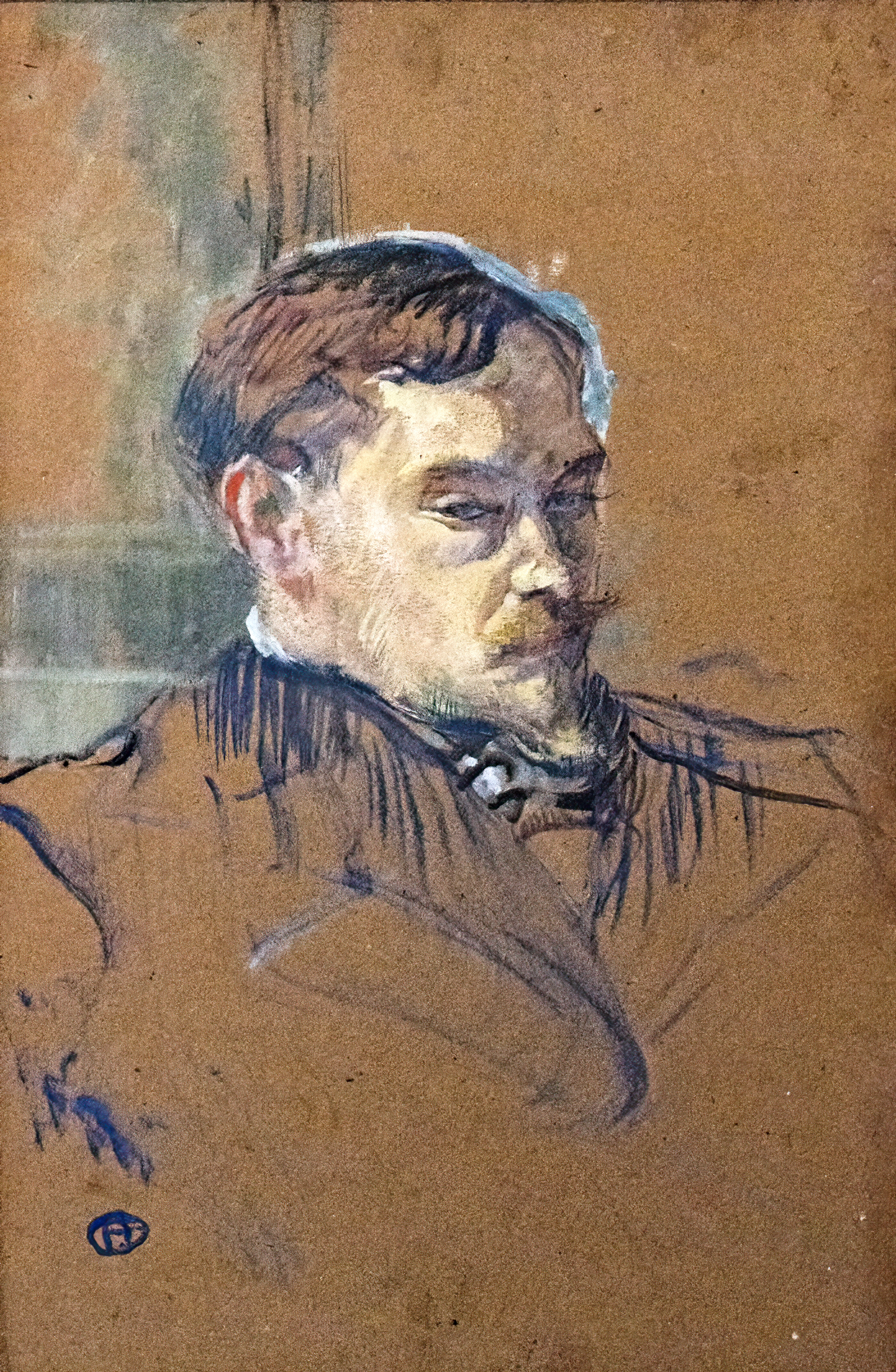
Romain Coolus da Toulouse-Lautrec 1899

La formazione culturale di Romain Coolus si svolse attraverso la frequentazione dapprima del liceo di Rennes, e poi del Condorcet parigino, per concludersi con la École normale supérieure.
Dal punto di vista artistico, fu seguace della corrente francese ibseniana, che differenziandosi dal maestro esaltò la necessità del raggiungimento della libertà morale individuale per scopi solamente edonistici, realizzando del teatro erotico da boulevard con i suoi migliori rappresentanti, quali Bataille e Bernstein.
Gran parte della produzione di commedie di Coolus ruotò quindi attorno ai temi della vita coniugale e dell'adulterio, inteso come necessità e diritto naturale.
Tutte le sue commedie si basarono su questa concezione di pensiero edonistica ma anche pessimistica, e risultarono brillanti approfondimenti psicologici sulla vita coniugale, ovviamente a tre. Tra le più importanti e originali si possono menzionare: Le Ménage Brésile (1893), Raphaël (1896), Les Amants de Sazy (1901), Le risque (1909), Une femme passa (1910), La semaine folle (1912), L'Éternel masculin (1920).
Intorno agli anni venti del XX secolo, Coolus rinunciò alle elaborazioni intellettuali, preferendo scrivere opere esclusivamente brillanti, e difatti da quegli anni collaborò con specialisti del genere, quali Hennequin, realizzando con lui L'autruche (1922), e Rivoire, ultimando con lui Les baisers de Panurge (1925).
Henry Bordeaux lo definì il «Don Chisciotte delle corna».
Nel 1920, fu uno dei fondatori della Confederazione dei lavoratori intellettuali.
Fu amico di Jules Renard, Édouard Vuillard, Tristan Bernard, Alfred Capus e Toulouse-Lautrec, che ne eseguì un ritratto.
Romain Coolus morì nel 1952, a Parigi. È sepolto nel cimitero di Père-Lachaise (novantesima divisione).

## Opere

### Teatro
- 1893: Le Ménage Brésile, commedia,  Théâtre Libre d'Antoine
- 1896: Raphaël, commedia, Théâtre de l'Œuvre
- 1897: L'Enfant malade, pièce, Théâtre des Escholiers
- 1898: Lysiane, pièce, Théâtre de la Renaissance
- 1899: Cœur blette, commedia, Théâtre complet
- 1901: Les Amants de Sazy, Théâtre du Gymnase
- 1902:  Lucette, commedia, Théâtre du Gymnase
- 1905: Petite Peste, pièce, Théâtre du Vaudeville
- 1907: Cœur à cœur, commedia, Théâtre Antoine
- 1909: Quatre fois sept, vingt-huit, commedia, Théâtre des Bouffes-Parisiens
- 1910: Une femme passa, commedia, Théâtre de la Renaissance
- 1914:  L'Amour buissonnier, commedia, Théâtre de la Renaissance
- 1920: L'Éternel masculin, commedia Théâtre Michel
- 1921: Le Paradis fermé, commedia, Théâtre de l'Athénée
- 1924: Né un dimanche, commedia,Théâtre complet
- 1926:  Les Vacances de Pâques, commedia, Théâtre complet
- 1928:  La Guêpe, commedia, Théâtre Femina

### Romanzi
- 1937: Exodes et ballades
- Les années terribles 1940-1944 ou de l'Armistice à la Libération